# 누켈라비

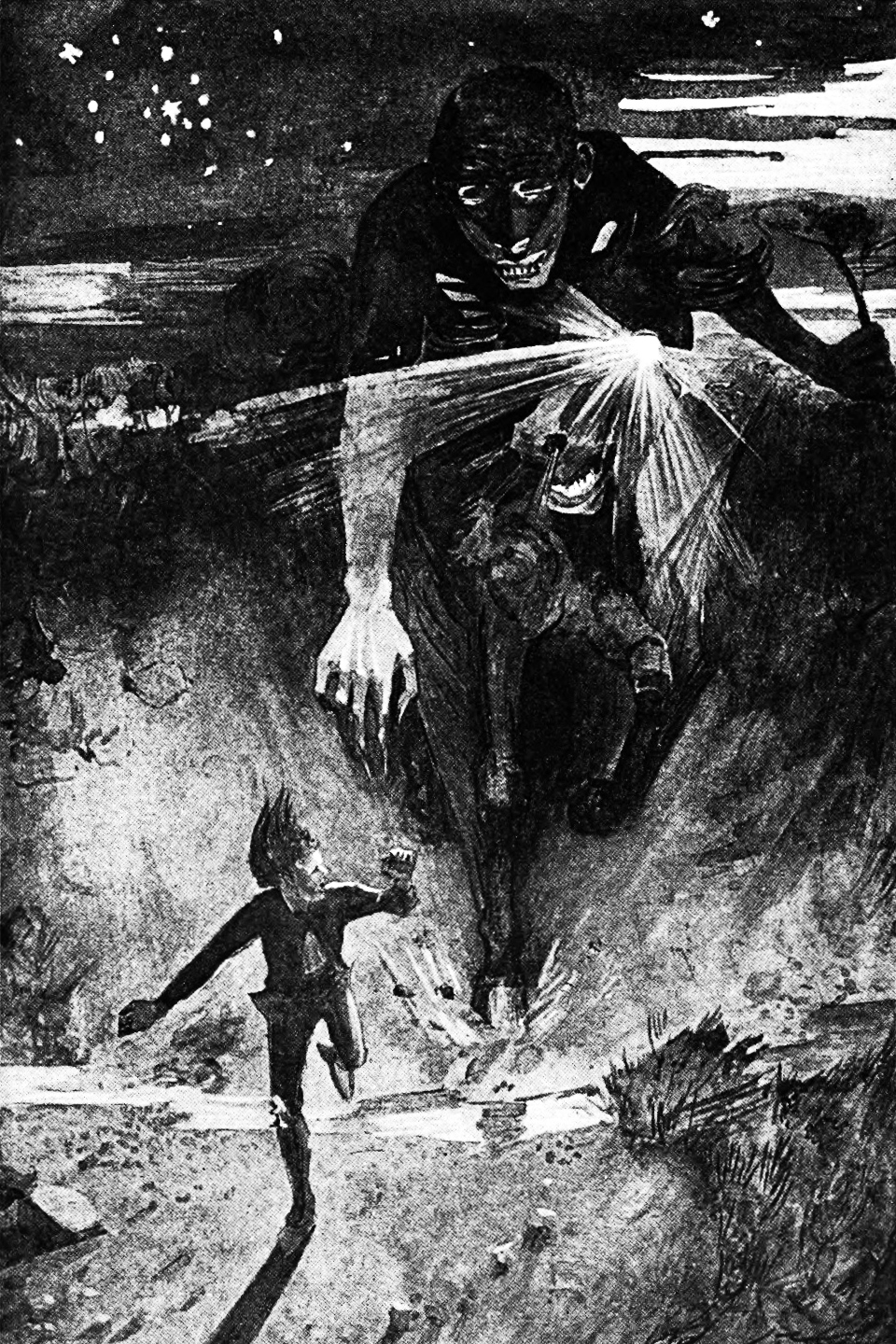
섬사람을 쫓는 누켈라비

누켈라비(nuckelavee) 또는 누칼라비(nuckalavee)는 오크니 제도의 전설에 등장하는 사람과 말의 몸이 섞여있는 모습을 한 반인반마의 악마이다. 북쪽의 노르드 신화에서 유래한 것으로 보이며, 스코틀랜드 주위 도서의 전설에 등장하는 악마들 중 가장 무시무시한 악마다. 기독교의 악마인 사탄을 달리 말하는 영어 표현인 "올드 닉"(Old Nick)이 누켈라비의 이름에서 파생된 것으로 생각되기도 한다. 누켈라비의 숨결은 농작물을 말라죽게 하고 가축들을 병들게 한다. 본래 바닷속에 살지만 육지의 가뭄과 전염병을 일으킬 수도 있다.
뭍에 올라온 누켈라비를 목격했다는 섬사람들이 그린 그림이 있지만, 이렇게 해서 남은 기록들에 나타나는 누켈라비의 생김새는 기록마다 제각각 불일관성이 심하다. 다른 바다괴물들과 마찬가지로 누켈라비는 민물을 견디지 못하기 때문에, 누켈라비에게 쫓길 때 놈을 따돌릴 수 있는 방법은 강이나 시냇물을 건너는 것 뿐이다. 여름 동안에는 여신 바다어미가 누켈라비를 잡아다가 가두어 놓는다. 바다어미는 누켈라비를 통제할 수 있는 유일한 존재이다.
오크니 제도는 기본적으로 켈트에 속하는 스코틀랜드 신화권이지만, 북쪽에 있어서 노르드의 영향을 매우 크게 받았다. 누켈라비는 켈트 신화의 물말에 대응하는 노르드의 괴물이 노르드인들을 통해 오크니에 소개된 것일 수 있다. 유사한 사악한 생물, 예컨대 켈피와 마찬가지로 누켈라비 역시 섬사람들이 이해할 수 없는 불가사의한 사건이 일어나면 그 원인을 누켈라비의 탓으로 돌리는 용도로 사용되었다.

## 어원
19세기에 민담들이 채록되기 시작했을 때, 동일한 발음을 들은 서로 다른 채록자들이 그것을 영어로 표기하면서 각기 다른 표기를 사용했기에 같은 대상을 가리키는 서로 다른 이름들이 생겨나게 되었다. "누켈라비"라는 이름은 오크니 방언의 "크노겔비"(knoggelvi)가 변질된 것이며, "크노겔비"는 아이슬란드어 "뉘쿠르"(nykur)와 유관한 것으로 보인다. 셰틀랜드에서는 동일한 악귀를 "무켈레비"(mukkelevi)라고 불렀다. 여기서 파생된 말들이 기독교의 악마를 가리키는 영어 표현 "올드 닉"(Old Nick)의 어원이 된 것으로 생각되기도 한다. 오크니 주민이자 민속학자인 월터 트레일 데니슨에 의하면, "누켈라비"란 "바다의 악마"라는 뜻이라고 한다.

## 전승의 상세

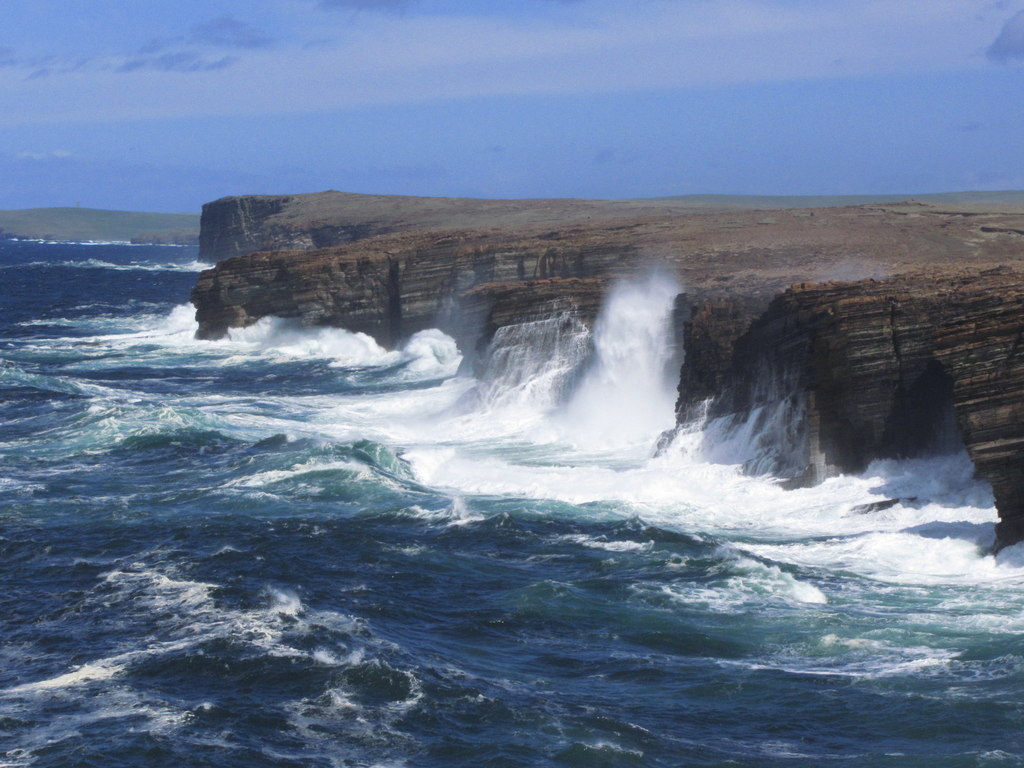
오크니의 폭풍우 치는 바다가 누켈라비의 고향이다.

### 형상과 습성
오크니에 전승되는 각종 악귀 이야기는 16세기에 조 벤(Jo Ben)이 라틴어 필사본으로 기록했는데, 그 중 스트론세이 섬에 관한 기록 중 누켈라비를 가리키는 것으로 생각될 수 있는 부분이 있다. 데니슨은 오크니에 전승되는 전통적인 이야기들을 될 수 있는 대로 많이 구술하여 정보를 누적했지만, 구술된 바를 산문으로 옮기는 과정에서 특정 요소들이 낭만화되거나 변형되기도 했다.
누켈라비는 바다에 살면서 때때로 뭍으로 올라오는 말과 비슷한 악귀다. 작가이자 민속학자인 어니스트 마르위크는 이것이 노르웨이의 뇍크, 셰틀랜드의 너글, 저지 스코틀랜드의 켈피와 유사하다고 간주한다. 누켈라비는 집단적 환상종이 아니라 단일 개체이며, 강력하고 사악한 권능을 가지고 있어, 놈의 악의적인 행동은 오크니 전체에 영향을 미칠 수도 있다. 섬사람들은 이 괴물의 이름을 말하면 그 즉시 기도를 하여 액땜하려 할 정도로 누켈라비를 두려워한다. 해변 인근에서 목격되는 때도 있지만, 비가 올 때는 절대 해안으로 기어나오지 않는다.
누켈라비가 바닷속에 있을 때는 어떤 모습을 취하는지 전해지는 이야기는 없으나, 땅에 올라왔을 때의 모습은 제법 상세한 묘사가 이루어진다. 섬사람 타마스(Tammas)가 이 악귀와 만났다가 살아남았다 했는데, 데니슨이 그를 어르고 달래서 그 괴물이 어떻게 생겼는지에 대한 설명을 간신히 들을 수 있었다. 이것이 누켈라비의 외모에 대한 유일한 일차 자료이다. 타마스에 따르면, 누켈라비는 말의 등에 인간 남자의 몸통이 붙어 마치 기수(騎手)와 같았다. 그런데 남자의 몸에는 다리가 없었으며, 팔은 길어서 말의 몸통 위에 "앉은" 채로도 손이 땅에 닿았다. 말 몸통에 붙은 다리들은 지느러미처럼 생겼다. 몸통에는 커다란 머리가 있었는데, 그 지름이 3 피트(약 0.9 미터)는 되었다. 그 머리는 앞뒤로 굴러다녔다. 타마스가 묘사한 괴물은 머리가 두 개 있었는데, 앞서 언급한 인간 몸통에 붙은 인간의 머리 외에도 말 몸통에 말의 머리가 하나 더 붙어 있었다. 이 말머리는 크게 벌린 입에서 냄새나는 유독한 증기를 뿜었고, 붉은 화염처럼 불타는 커다란 외눈을 가지고 있었다. 누켈라비의 외모에서 특히 징그러운 부분은 피부가 없다는 점이다. 누런 혈관을 따라 검은 피가 흐르고, 창백한 힘줄과 강력한 근육은 하나의 덩어리처럼 맥동쳤다. 다른 목격담에 따르면 이 짐승은 그리스의 켄타우로스를 닮았다. 그러나 상세한 외모 묘사에는 불일치가 존재한다. 데니슨은 누켈라비의 인간 머리는 “돼지 주둥이처럼 튀어나온 입”을 가졌다고 적고 있다. 한편 마위크는 붉은 외눈을 가진 머리 하나에 대해 언급하면서, 타마스의 묘사 중 일부를 빌어 누켈라비의 입이 “고래의 입과 같다”고 했다.
누켈라비의 숨결은 곡식을 말라죽게 하고 가축을 병들게 하며, 전염병과 가뭄의 원인이라고 여겨졌다. 오크니에서는 1722년부터 산성화된 토양을 중화하기 위해 다시마를 태워서 그 재로 탄산나트륨을 제조, 이용해왔다. 이 과정에서 발생하는 톡 쏘는 연기는 누켈라비를 화나게 만들 수 있으며, 그러면 누켈라비는 역병을 일으키고 소를 죽이며 밭을 파괴하여 복수한다. 누켈라비는 해초를 태운 것에 대한 자신의 분노를 표현하고 그에 대해 보복하겠다는 의지를 섬사람들에게 보여주기 위해 스트론세이 섬의 말들에게 "모르타신(mortasheen)"이라는 치명적인 병을 퍼뜨렸다. 해초를 태워 토양을 중성화하는 작업에 참여한 가구는 모두 이 역병의 피해를 입었다. 누켈라비는 이례적으로 적은 강수량을 지속시켜 물 부족으로 작물이 고사하게 만들 수도 있다고 믿어졌다.

### 대책
누켈라비는 스코틀랜드 및 그 부속 도서에서 전승되는 악귀들 중에서도 가장 사악한 것으로, 어떠한 약점도 전승되지 않는다. 누켈라비를 제어할 수 있는 것은 오크니 전설에 나오는 여름의 여신 바다어미로, 그녀는 여름 동안 누켈라비가 날뛰지 못하도록 가두어 놓는다. 바다 괴물들이 흔히 그렇듯(켈피 같은 예외는 있지만), 누켈라비는 흐르는 민물을 건널 수 없다. 그렇기에 누켈라비에게 쫓길 때 살 수 있는 방법은 강을 건너는 것밖에 없다. 앞서 언급된 타마스는 옆에 있던 호소의 물을 우연히 누켈라비에게 튀겼기 때문에 간신히 살아날 수 있었다. 민물로 인해 괴물이 신경이 흐트러진 틈을 타 타마스는 옆의 민물 수로를 건너뛰었고 안전하게 반대편 강둑에 도착했다.

## 해석
전설들에 나오는 사악한 생물들은 기본적으로 순진한 사람들이 이해할 수 없는 사건들을 설명해 주는 역할을 한다. 변화무쌍한 자연에 대한 공포를 기반으로 한 요소는 많은 고대의 신화들에서 발견되고, 사방이 바다로 둘러싸인 오크니에서 역시 사정은 다르지 않았을 것이다. 오크니에서 전승되는 이야기들은 기본적으로 켈트의 전통에 있으나 북쪽의 스칸디나비아 노르드 신화의 영향도 받았으며, 누켈라비는 켈트 신화의 물말에 노르드인들에 의해 도입된 어떤 전설의 생물이 융합된 존재인 것으로 보인다.

## 같이 보기
- 물말
- 히포캄포스
- 갓파
- 셀키

## 참고 자료
- Bane, Theresa (2013), Encyclopedia of Fairies in World Folklore and Mythology, McFarland, ISBN 978-1-4766-1242-3
- Briggs, Katharine Mary (2002) [1967], The Fairies in Tradition and Literature, Psychology Press, ISBN 978-0-415-28601-5
- Burford, Alan (1997),  Narvez, Peter, 편집., The Good People: New Fairylore Essays, University Press of Kentucky, ISBN 0-8131-0939-6 |editor-last=에 C1 제어 문자가 있음(위치 5) (도움말)
- Douglas, George (2010) [1901], Scottish Fairy and Folk Tales, Abela Publishing, ISBN 978-1-907256-93-6
- Fenton, Alexander (1997), The Northern Isles: Orkney and Shetland, Dundurn, ISBN 978-1-86232-058-1
- Hibbert, Samuel (1891) [1822], A description of the Shetland Islands, T and J Manson
- Mack, Carol K.; Mack, Dinah (2010), A Field Guide to Demons, Fairies, Fallen Angels and Other Subversive Spirits, Profile Books, ISBN 1-84668-416-1
- Marwick, Ernest W. (2000) [1975], The Folklore of Orkney and Shetland, Birlinn, ISBN 978-1-84158-048-7
- Monaghan, Patricia (2009), The Encyclopedia of Celtic Mythology and Folklore, Infobase Publishing, ISBN 978-1-4381-1037-0
- Muir, Tom (2014), Orkney Folk Tales, History Press Limited, ISBN 978-0-7509-5533-1
- Traill Dennison, Walter (1891), “Orkney Folklore, Sea Myths”, The Scottish Antiquary, or, Northern Notes and Queries (Edinburgh University Press) 5 (19), JSTOR 25516359, (구독 필요)
- Westwood, Jennifer; Kingshill, Sophia (2012), The Lore of Scotland: A Guide to Scottish Legends, Random House, ISBN 978-1-4090-6171-7